# Макарова, Елена Станиславовна
Елена Станиславовна Мака́рова (род. 30 октября 1958, Москва) — российский журналист, режиссёр и телеведущая, исполнительный продюсер Дирекции утреннего телеканала «Доброе утро».

## Биография
Родилась 30 октября 1958 года в городе в Москве.

### Образование
- В 1974 году окончила музыкальную школу имени Грибоедова.
- В 1976 году окончила «английскую» спецшколу № 29.
- В 1976 году поступила в педагогический институт иностранных языков имени М. Тореза.
- В 1981 году окончила вуз[2].
- В 1983 году окончила курсы режиссёров-ассистентов при Институте повышения квалификации работников ТВ и РВ.

### Карьера
- С 1982 года работет администратором ГДП (Главной дирекции программ) ЦТ.
- В 1983 году назначена на должность выпускающего режиссёра ГДП ЦТ.
- С 1984 года — редактор Главной дирекции программ ЦТ.
- С 1985 года в Главной дирекции программ работает над утренними блоками в 30 минут, куда входят спортивная разминка и музыкальные клипы.
- С 1986 года 30-минутные блоки стали программой «60 минут», информационную часть которой готовила Редакция информации, а музыкальную — ГДП.
- В 1984-85 гг. делает репортажи для радиостанции «Юность».
- В 1991 году перешла на должность музыкального редактора программы «120 минут».
- С 1995 года — корреспондент программы «Утро».
- С 1997 года — шеф-координатор (руководитель эфирной бригады) программы «Доброе утро».
- С 2000 года работает исполнительным продюсером дирекции утреннего канала ОРТ.

## Интересные факты
- Первый свой клип сделала на песню Вячеслава Малежика «Один на льдине».
- Именно в её сюжете впервые появился на ТВ-экране певец Сергей Пенкин.
- Вела постоянную рубрику «Музыкальные слухи».